# 제1차 사하라위 인티파다
제1차 사하라위 인티파다(아랍어: الانتفاضة الصحراوية الأولى)는 서사하라 분쟁의 일부로서, 1999년 시작되어 2004년까지 지속되었고, 이후 2005년 제2차 사하라위 인티파다로 전환되었다.

## 배경

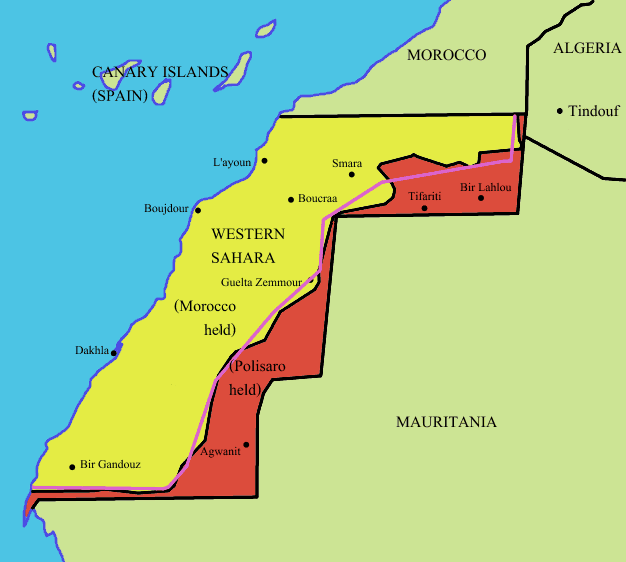
1991년 이후 서사하라의 상황. 대부분은 모로코의 통제 하에 있으며, 폴리사리오 전선이 통제하는 나머지 부분이 사하라 아랍 민주 공화국을 이루고 있다.

스페인령 사하라에서 이어지는 서사하라 지역은 1975년 스페인의 철수 당시 모로코가 합병하였으며, 이로 인해 사하라위인을 대표하는 폴리사리오 전선과의 전쟁이 촉발되었다. 1976년 폴리사리오 전선은 서사하라 지역 중 전선이 통제하는 지역에서 사하라 아랍 민주 공화국의 성립을 선포하였다. 1991년 모로코와 폴리사리오 전선은 모로코가 통제하는 영토에서 자결권에 대한 주민투표를 진행하기로 합의하며 휴전이 맺어졌으나, 1991년 이후로도 주민투표의 세부 사항에 대한 합의가 이루어지지 않은 상태로 남아 있다. 유엔 평화유지군의 일부인 유엔 서사하라 주민투표 임무가 둘 사이의 경계를 경비하고 있다.
모로코가 통제하는 서사하라 지역에서는 사하라위 정치 활동이 제한받고 있으며, 시위에 대한 대응으로서 경찰의 탄압과 강제 추방 등이 빈번히 이루어지고 있었으나, 1991년 휴전 체결 이후 정치 환경이 안정화되었으며, 모로코 언론도 자유화되었다.

## 제1차 인티파다

### 1999년 시위
정치 자유화 이후 간헐적인 시위가 발생하였으며, 폴리사리오 관련 단체는 1999년과 2000년 소규모 '인티파다'를 선포하며 시위에 나섰으나 이로 인해 수십 명 가량이 체포되기도 하였다. 민주화와 개혁을 약속했던 하산 2세가 1999년 7월 23일 사망하며 모로코의 정치 분위기도 급변하였다.
1999년 9월 초, 사하라위 학생들은 모로코 북부에 위치한 대학의 학위와 교통 지원을 요구하며 엘아이운의 알자믈라 광장에서 연좌 농성을 벌였으며, 배상과 추방 중단을 요구하는 사하라위 정치범, 사하라위 광부, 모로코 내 "미취업 대학 졸업자 국민회" 소속 사하라위인도 시위에 참여하였다. 시위대는 알자믈라 광장을 12일 간 점유하였으며, 모로코 정부는 경찰을 투입해 시위를 강제로 해산시켰다.
사하라위 정치 활동가들은 5일 후 주민투표와 독립을 요구하는 시위를 조직하였다. 모로코 보안군은 시위 시점부터 2000년 초까지 시위대 150명 가량을 체포하였으며, 보안군은 체포한 시위대를 비교적 빠르게 석방하였으나 사하라위 정치 단체에서는 경찰에 의한 고문 등 학대가 이루어졌다고 주장하였다. 인티파다 기간 중 모로코 내에 거주하는 사하라위인 일부도 모로코 정부의 정책에 회의를 품고 시위에 참여하기도 하였다.

### 정치적 재편성
1999년 11월, 투옥 및 추방되었던 사하라위 정치 활동가들은 모로코 정부의 인권 침해 및 불평등을 시정하기 위한 포럼을 개최하였으며, 2000년 8월 26일에는 서사하라 엘아이운에서 포럼 지부가 설립되었다. 모로코 정부는 서사하라 지부를 친독립 단체라고 주장하였으며, 2002년 11월 불법 단체로 규정하였다. 시위는 2000년부터 2004년까지 지속되었으나, 2003년 베이커 계획 등 소규모 평화 협상은 진행되었다.
2004년 1월 사하라위 정치 단체들은 사하라위 인권 방어 집단(Collective of Sahrawi Human Rights Defenders)을 형성하였으며, 서사하라 내의 인권 불평등을 국제적으로 조사해야 한다고 주장하였다.

## 제2차 인티파다
2005년 평화 협상이 교착 상태에 빠짐에 따라, 새 시위가 발생하였다. 독립 인티파다라고도 부르는 제2차 인티파다는 2005년 5월 경부터 서사하라 지역과 모로코 남부에서 일어난 사회적 혼란, 시위, 폭동을 가리킨다.